# Faldstamme
Faldstammer er et lodret afløbsrør, der sikrer afløb fra boliger i flere etager, eksempelvis et 2-planshus med bad på øverste etage eller fra boliger i en etageejendom.
Faldstammer anvendes til transport af spildevand, typisk fra ejendommens køkken og bad, til kloakken.